# Sigvard Kukk
Sigvard Kukk (né le 16 septembre 1972 à Tallinn), est un coureur cycliste estonien. Il s'est classé 41e en VTT aux Jeux olympiques de 2004.

## Palmarès
- 2001
  - Vainqueur du marathon cycliste de Mulgi
  - Vainqueur du marathon cycliste d'Otepää

- 2002
  - Vainqueur du marathon cycliste Elva
  - Vainqueur du marathon cycliste d'Otepää
  - Vainqueur du marathon cycliste de Tartu

- 2004
  - Vainqueur du marathon cycliste Elva

- 2007
  - Vainqueur du marathon cycliste de Tallinn
  - Vainqueur du marathon cycliste de Jõulumäe
  - 2e place au classement général de la Coupe d'Estonie Elion